# Những ngọn núi ngân vang
Những ngọn núi ngân vang (tựa tiếng Anh: The Mountains Sing) là cuốn tiểu thuyết đầu tay của nữ nhà văn Việt Nam Nguyễn Phan Quế Mai. Tác phẩm kể về những sự kiện lịch sử của Việt Nam thế kỉ 20 thông qua thân phận các thành viên trong bốn thế hệ của gia tộc họ Trần. Cuốn sách đã được dịch ra 10 ngôn ngữ và đoạt 6 giải thưởng quốc tế, trong đó có giải Nhì (runner-up) của Giải thưởng văn học Dayton vì hòa bình năm 2021 và sau đó đã trở thành một cuốn sách bán chạy toàn cầu (international best-seller).

## Hoàn cảnh sáng tác
Tôi chỉ có thể viết Những ngọn núi ngân vang khi đã trải qua những thời kỳ khó khăn. Chỉ khi tự mình trải qua những thử thách mà những người nghèo khổ nhất, những người tuyệt vọng nhất phải đối mặt, tôi mới có thể có được sự đồng cảm ấy.— Nguyễn Phan Quế Mai, 

Nguyễn Phan Quế Mai sinh ra trong gia đình nghèo ở miền Bắc Việt nam. Ngay từ nhỏ, cô đã chứng kiến những cảnh mất mát đau thương của chiến tranh, trong đó có người chú của mình. Trong quá trình nghiên cứu cô phỏng vấn nhiều nhân vật lịch sử từng tham chiến. Cô cũng đưa vào tiểu thuyết của mình bà nội, người đã chết trong nạn đói 1945 của mình vào sách. Tiểu thuyết được Quế Mai viết trong quá trình thực hiện luận án Thạc sĩ và Tiến sĩ Viết văn ở trường đại học Lancaster.

## Đánh giá
Nhà văn Nguyễn Thanh Việt, tác giả cuốn tiểu thuyết đoạt giải Pu-lít-giơ Cảm tình viên nhận định Những ngọn núi ngân vang "là một thiên hùng ca về lịch sử bi thương của Việt Nam trong thế kỷ 20, vừa có tầm bao quát vừa có lối kể chuyện gần gũi. Thông qua nỗi vất vả của một gia đình, Nguyễn Phan Quế Mai mang chúng ta đến gần hơn với sự kinh hoàng của nạn đói, chiến tranh và đấu tranh giai cấp. Nhưng cũng trong cuốn tiểu thuyết mê hoặc và thương tâm này, tác giả đồng thời cho người đọc thấy một Việt Nam thời hậu chiến, đất nước của hi vọng và tái sinh, ngôi nhà cho những ai chưa từng bỏ cuộc". Ga-iu-cha Ba-hát-đu của tờ Thời Báo Nữu Ước thừa nhận rằng Nguyễn Phan Quế Mai đã "đưa vào tiểu thuyết của mình óc thẩm mỹ của một thi nhơn, phô bầy ra những câu chữ rườm rà và dài dòng, rồi lại nâng tầm những câu chữ ấy lên bằng loại ăng-ten thi vị để kiếm tìm cái đẹp trong những tình huống cô đơn nhất". Tác giả Thúy Đinh của Đài phát thanh công cộng Hoa Kỳ (NPR) cho biết Những ngọn núi ngân vang "khẳng định quyền suy nghĩ, đọc và hành động của mỗi cá nhân theo quy tắc cư xử trực quan, sinh ra từ di sản văn hóa giàu lòng nhơn ái của Việt Nam".

## Tiếp nhận và giải thưởng
Nhật báo Hoa Thịnh Đốn xếp Những ngọn núi ngân vang vào danh sách 10 cuốn sách nên đọc của tháng 3 năm 2020. Nó cũng được 10 hãng báo chí xếp vào danh sách "10 quyển sách hay nhất của năm 2020". Và cuốn sách đã lọt vào The International Bestseller (lọt vào danh sách sách bán chạy toàn cầu).

### Các giải thưởng[12]
| Giải thưởng                                                                      | Kết quả   | Chú thích |
| -------------------------------------------------------------------------------- | --------- | --------- |
| BookBrowse năm 2020 dành cho tiểu thuyết đầu tay xuất sắc nhất                   | Đoạt giải | [ 13 ]    |
| Lannan Literary Award Fellowship năm 2020 vì "đóng góp cho hòa bình và hòa giải" | Đoạt giải | [ 13 ]    |
| Blogger's Book Prize năm 2021                                                    | Đoạt giải | [ 13 ]    |
| Giải thưởng sách quốc tế 2021 hạng mục Đa văn hóa và Văn học hư cấu              | Đoạt giải | [ 13 ]    |
| PEN Oakland/Josephine Miles Literary Award                                       | Đoạt giải | [ 13 ]    |
| Giải thưởng văn học Dayton vì hòa bình                                           | Hạng nhì  |           |